# Beschwitz

Wappen derer von Beschwitz

Die Familie Beschwitz, auch Peschwitz, Petzschwitz o. ä., ist ein meißnisches Adelsgeschlecht, das 1635 in den Reichsfreiherrenstand erhoben wurde.

## Geschichte
Über die Herkunft der Familie gibt es unterschiedliche Ansichten, so wird Petzschwitz in der Lommatzscher Pflege oder Pöschwitz bei Altenburg als Stammhaus vermutet. Als erster Vertreter wird 1227 Marquardus de Besvviz (Markward de Beswicz) genannt, und die Stammreihe beginnt mit Otto von Beczschwicz, urkundlich 1467, † 1505.
Wilhelm von Petschwiz war Doktor beider Rechte und im Jahr 1510 Domherr zu Meißen und kursächsischer Rat. 1519 wurde er (Wilhelm von Betzschitz) zum kursächsischen Prokurator berufen.
Am 13. August 1635 wurden die beiden Brüder Moritz und Heinrich von Peschwitz in den Freiherrenstand erhoben. Ersterer war Oberstleutnant im Dienst des Kaisers.

## Besitzungen (Auswahl)
- Altenburg (1609/10), Schloss Althörnitz (1840–1871), Arnsdorf (1831–1945), Großschweidnitz, Kossa (1750–1763) und Schloss Oderwitz (1908–1945)

## Wappen

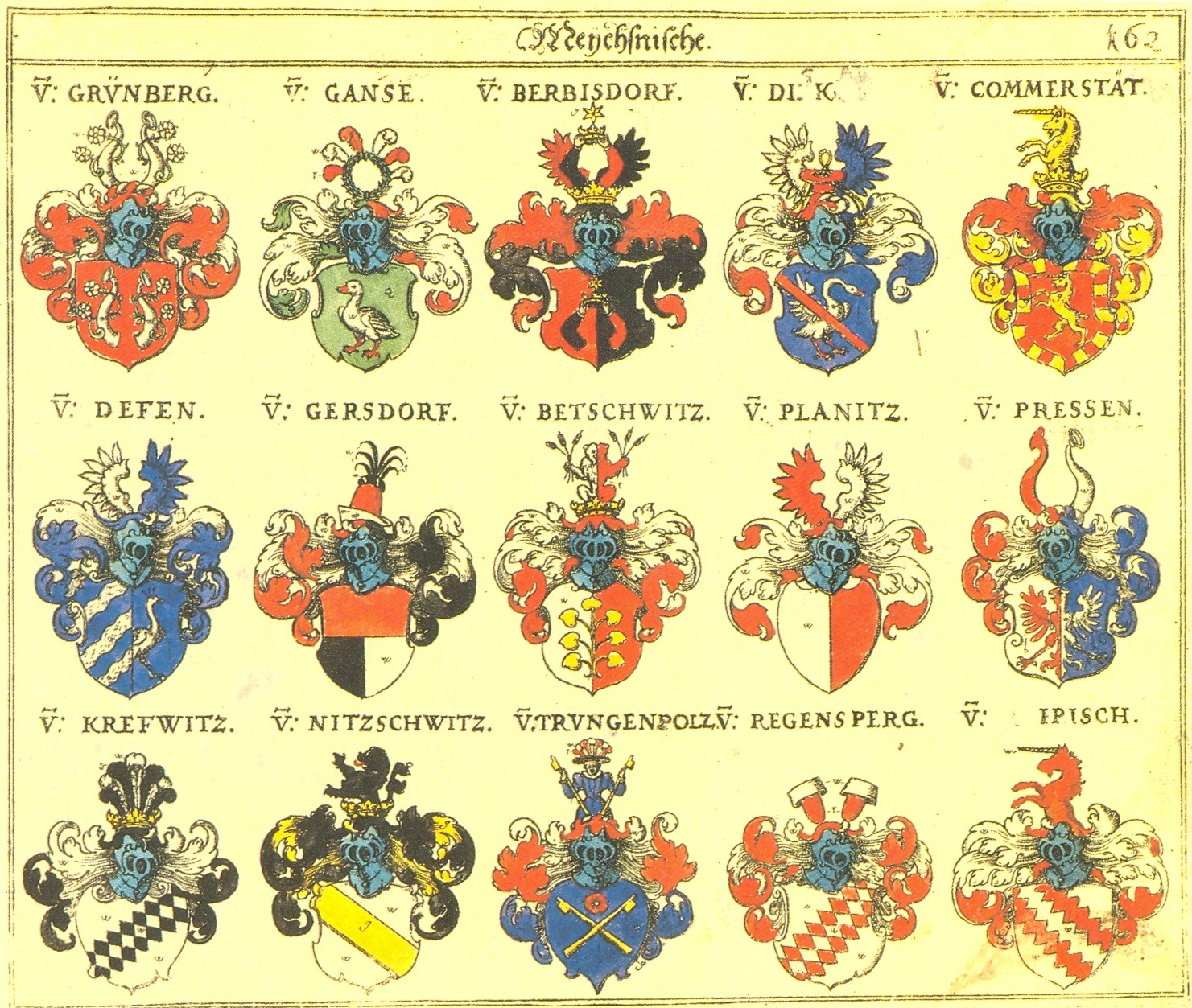
Wappen derer von Beschwitz (Betschwitz) in Johann Siebmachers Wappenbuch von 1605, Abteilung Ritterschaft und Adel zu Meißen: Mitte

- Blasonierung: In von Silber und Rot gespaltenem Schild eine entwurzelte siebenblättrige grüne (goldene) Holunderstaude. Auf dem Helm mit rot-silbernen Decken ein sitzender, von Silber und Rot gespaltener (goldener) Löwe, in den Vorderpranken je drei braune Schilfkolben an grünen Stielen haltend.[5][6]

## Bekannte Familienmitglieder
- Erdmuth Margretha von Leipziger geb. von Beschwitz, Ehefrau des Oberstleutnants Christoph Moritz von Beschwitz, 1749/50 Rittergutsbesitzerin in Kossa
- Johann von Beschwitz, 1355 Domherr zu Naumburg
- Moritz Freiherr von Peschwitz († 1674), kaiserlicher Oberst
- Wilhelm von Peschwitz († 1610), Erbsasse zu Altenburg und Hauptmann zu Nienburg
- Wolf von Beschwitz, kursächsischer Rat und Domherr zu Meißen